# Национален отбор по футбол на Перу
Нацоналният отбор по футбол на Перу представлява страната в международните футболни срещи. Контролира се от Перуанската футболна асоциация. Участвал е на финалните турнири на 5 световни първенства (1930, 1970, 1978, 1982 и 2018) и в 32 първенства на Южна Америка (от 1927 до 2019 г.), както и в Олимпийските игри през 1936 и 1960 г. Най-големите постижения на отбора са:
- участие на четвъртфинал на Световното първенство през 1970 г.
- шампион на Южна Америка през 1939 и 1975 г.

Перу е рекорден призьор в Боливарските игри (регионален турнир) с 6 шампионски титли и общо 11 медала . Носител е на Купата Кирин за 1999 и 2005 г. 
Преди години, когато южноамериканският футбол се консолидира, Перу спечелва Копа Америка през 1939 г. и изпъква с играчи като Алехандро Вилянуева, Теодоро Фернандес Мейзан, вратари Хуан Вълдивизе и Хуан Хонорес, Алберто Тери, Валериано Лопес, Мигел Лоаза, Хуан Семинария и Хуан Джоя.
Най-забележителното поколение играчи е това, което спечелва Копа Америка 1975 и участва в 3 световни първенства през периода 1970 – 1982 г.: Теофило Кубиляс, Алберто Галярдо, Хектор Чумпитас, Хуго Сотил, Хуан Карлос Облитас, Роберто Чале, Отторино Сартор, Сезар Куето, Хосе Веласкес, Хулио Мелендес, Рамон Мифлин, Хулио Сезар Урибе, Хуан Хосе Мунянте, Рубен Диаз, Пърси Рохас, Геронимо Барбадило и Франко Наваро.
През XXI век се отличават играчи като Роберто Паласиос, Нолберто Солано и групата, която класира отбора на Перу за финалните турнири на СП 2018 в Русия и Копа Америка 2019 в Бразилия, водени от Паоло Гереро, Джеферсън Фарфан, Йошимар Йотун, Кристиан Куева и Едисон Флорес. На Копа Америка 2019 Перу достига до финала, където играе с домакина Бразилия. 
Перуанският отбор има положителен баланс в срещите със световния шампион Франция, световния вицешампион Хърватия, Унгария, Австрия, Словакия, Шотландия, Нигерия и др.

## Срещу други отбори
Перуанският отбор има положителен баланс в срещите със световния шампион Франция, световния вицешампион Хърватия, Унгария, Австрия, Словакия, Шотландия, Нигерия и др.

## България – Перу
| Дата       | Място | Събитие    | Отбор | Резултат | Отбор    | ФИФА |
| ---------- | ----- | ---------- | ----- | -------- | -------- | ---- |
| 21.02.1970 | Лима  | Приятелски | Перу  | 1:3      | България | ДА   |
| 24.02.1970 | Лима  | Приятелски | Перу  | 5:3      | България | ДА   |
| 02.06.1970 | Леон  | СВ П-ВО    | Перу  | 3:2      | България | ДА   |
| 01.04.1978 | Лима  | Приятелски | Перу  | 1:1      | България | ДА   |
| 12.02.1981 | Лима  | Приятелски | Перу  | 1:2      | България | ДА   |

## Галерия
- Хуго Сотил, Теофило Кубиляс и Роберто Чале преди мача Перу – Чили в Лима през 1973 година.
- Отборът на Перу преди мача с Еквадор от квалификациите за СП 2018 – Кито, 5 септември 2017 г. От ляво на дясно: Куева, Родригес, Тапиа, Флорес, Йотун, Корзо, Рамос, Трауко, Карило, Каседа и Гереро.
- Треньорът на Перу Маркос Калдерон вдига Купата на Америка, която перуанският национален отбор по футбол спечелва през 1975 година.
- Перуанското крило Хуан Карлос Облитас отбелязва гол със „задна ножица“ на Чили при спечелването на Копа Америка през 1975 г.
- Теодоро Фернандес – най-резултатният играч на Перу с 0,75 гола на мач, голмайстор на отбора, шампион на Южна Америка за 1939 г.
- Отборът на Перу преди приятелски мач с Мексико в Лима, 20 октомври 1968 г.
- Състав на отбора, който успя да се класира за Световната купа след 36 години – 22 ноември 2017.
- Голмайсторите на отбора на Перу за всички времена Паоло Гереро (вдясно) с 38 гола и Джеферсън Фарфан с 27 гола на СП 2018.
- Роберто Паласиос – рекордьор по участия в националния отбор със 128 мача.